# Дело гастронома № 1
«Дело гастронома № 1» — российский телесериал, посвящённый делу о коррупции в Елисеевском гастрономе. Выходил также под названием «Охота на беркута».

## Сюжет
В центре сюжета — рассказ о жизни директора московского Гастронома № 1 Георгия Беркутова (прообраз — реальный директор Юрий Соколов), снабжавшего мимо свободной продажи высокопоставленных персон дефицитными продуктами и ставшего жертвой борьбы за власть Юрия Андропова: по делу о взяточничестве он получил неожиданно суровый приговор суда — расстрел.

## В ролях
| Актёр             | Роль                                               |
| ----------------- | -------------------------------------------------- |
| Сергей Маковецкий | Георгий Петрович Беркутов, директор гастронома № 1 |
| Дарья Михайлова   | Лидия Беркутова                                    |
| Михаил Пореченков | Павел Сергеевич Скачко, майор КГБ                  |
| Юрий Осипов       | Анилин, директор магазина «Берёзка»                |
| Светлана Рябова   | Вера Анилина                                       |
| Сергей Векслер    | Аримин (прототип — Мхитар Амбарцумян)              |
| Вячеслав Шалевич  | Л. И. Брежнев                                      |
| Вячеслав Жолобов  | Ю. В. Андропов                                     |
| Сергей Петров     | В. В. Гришин                                       |
| Маргарита Шубина  | Галина Брежнева                                    |
| Кирилл Козаков    | Михаил Козаков                                     |
| Владимир Симонов  | Николай Старшинов                                  |
| Юлия Пересильд    | Маша Скачко                                        |
| Алексей Секирин   | Ширшов                                             |
| Валерий Афанасьев | Култаков                                           |
| Мария Шукшина     | Зоя Платонова                                      |
| Евгения Симонова  | Ева Ефанова                                        |
| Алексей Шмаринов  | прокурор                                           |
| Виктор Борисов    | секретарь горкома                                  |
| Виктор Гордеев    | эпизод                                             |
| Татиана Аванесова | секретарь суда                                     |
| Витас Эйзенах     | Степан Николаевич Салтыков, судья                  |
| Илья Иосифов      | Антон Платонов                                     |

## Производство
Для производства сериала интерьеры «Елисеевского» советских времён восстановлены в специально построенном студийном павильоне, так как съёмки в гастрономе начала 2010-х годов осложнены круглосуточной его работой, а также за 30 лет значительно сменилась обстановка и товарный ассортимент.
Поскольку с «елисеевского дела» по состоянию на момент съёмок так и не был снят гриф секретности, многие факты сценаристам трудно было воспроизвести в точности.

## Награды
В 2012 году из 30 российских телесериалов на конкурсе «Народный рейтинг. Телесериалы», проводившегося в рамках XX кинофестиваля «Виват кино России!», сериал взял все три приза — «Лучший сериал», «Лучший актёр сериала» (Сергей Маковецкий) и «Лучшая актриса сериала» (Мария Шукшина).